# Clã Hatakeyama
O Clã Hatakeyama (畠山氏, Hatakeyama-shi) era um clã de samurais japoneses. Celebre família de guerreiros da Província de Musashi poderosos no Período Kamakura e no Período Muromachi
. Originalmente foi um ramo do Clã Taira descendente de Taira no Takamochi, que foi vítima de intrigas políticas em 1205, quando Hatakeyama Shigeyasu , primeiro, e seu pai Hatakeyama Shigetada depois foram mortos em batalha por forças do Clã Hōjō em Kamakura . Depois de 1205 o Clã Hatakeyama passa a ser descendente do Clã Ashikaga, que eram, por sua vez descendente de Imperador Seiwa (850-880) e do ramo Seiwa Genji do Clã Minamoto.

## História
A primeira família foi extinta em 1205, Ashikaga Yoshizumi, filho de Ashikaga Yoshizane, foi escolhido por Hōjō Tokimasa para reviver o nome de Hatakeyama. Ele se casou com a filha de Tokimasa, a viúva de Hatakeyama Shigeyasu (o último Hatakeyama do primeiro ramo), e herdou os domínios dos Hatakeyama (1205). Assim, a nova família descende dos Minamoto (Seiwa Genji).
O clã foi um aliado do Shogunato Ashikaga contra a Corte Imperial do sul durante as guerras do período Nanboku-chō , e foi recompensado pelo Shogunato com a posição hereditária de Shugo (Governador) das províncias de Yamashiro , Kii , Kawachi, Etchu e Noto , no final do Século XIV. Durante o Século XV, os membros do Clã Hatakeyama eram empoçados , embora não exclusivamente, com o título de Kanrei (Vice-Shōgun), assegurando uma grande influência na Corte Imperial em Kyoto . Por volta de 1450, houve uma divisão no clã, e os conflitos internos enfraqueceram o clã como um todo, fazendo com que perdessem a posição de Kanrei para o Clã Hosokawa. Essa divisão começou com uma briga entre Hatakeyama Masanaga e Hatakeyama Yoshinari sobre a sucessão para o título, que cresceu rapidamente, pois cada lado ganhou aliados, e foi uma das faíscas que iniciou a Guerra de Ōnin .
No entanto, os Hatakeyama mantiveram bastante força e unidade para se tornar alguns dos principais adversários de Oda Nobunaga em Kyoto, cem anos depois.

## Membros famosos do clã
- Hatakeyama Naomune
- Hatakeyama Shigetada (1165-1205)
- Hatakeyama Motokuni - tornou-se Kanrei em 1398
- Hatakeyama Yoshinari - rival de Masanaga para Kanrei em 1467
- Hatakeyama Masanaga - rival de Yoshinori para Kanrei em 1467
- Hatakeyama Takamasa (-? 1576)
- Hatakeyama Yoshitsugu (1552-1585)